# Comuna Grigorăuca, Sîngerei
Comuna Grigorăuca este o comună din raionul Sîngerei, Republica Moldova. Este formată din satele Grigorăuca (sat-reședință), Cozești și Petropavlovca.

## Demografie
Conform datelor recensământului din 2014, comuna are o populație de 2.374 de locuitori. La recensământul din 2004 erau 2.463 de locuitori.

## Administrație și politică
Componența Consiliului local Grigorăuca (11 consilieri), ales la 5 noiembrie 2023, este următoarea:
|  | Partid                                       | Consilieri | Componență | Componență | Componență | Componență |
|  | -------------------------------------------- | ---------- | ---------- | ---------- | ---------- | ---------- |
|  | Partidul Socialiștilor din Republica Moldova | 4          |            |            |            |            |
|  | Partidul Comuniștilor din Republica Moldova  | 3          |            |            |            |            |
|  | Partidul Acțiune și Solidaritate             | 3          |            |            |            |            |
|  | Partidul Liberal Democrat din Moldova        | 1          |            |            |            |            |